# Norbert Kamill Preiss
Norbert Kamill Preiss (* 30. Juli 1912 in Łódź, Kaiserreich Russland; † 8. Dezember 1995 in Bad Neustadt an der Saale, Unterfranken) war ein deutscher Maler und Grafiker.

## Leben
Norbert Kamill Preiss wurde im Jahre 1912 in Łódź geboren. Er besuchte das deutsche Gymnasium in Łódź. Danach war er Schüler des Malers Szczepan Andrzejewski. Anschließend besuchte er die Kunstakademien in Warschau und Krakau. Er vollendete seine Ausbildung in der Meisterklasse bei Wojnarski in Krakau. Ab 1936 war er freischaffender Künstler. Er beschäftigte sich mit textilem Stoffdruck und war Mitglied der Künstlergilde in Kattowitz. Ab 1948 siedelte er sich in Petershagen in Westfalen an. 1952 gründete er ein Atelier in Steinau an der Strasse. Seit 1966 war er Mitarbeiter an der Universität Gießen und Mitglied von Kunstverbänden in Hessen.
Nach 1975 wechselte er nach Bad Neustadt in Bayern und war dort als Freischaffender Künstler engagiert und beteiligte sich an verschiedenen Ausstellungen.